# قائمة الخلافات حول ويكيبيديا

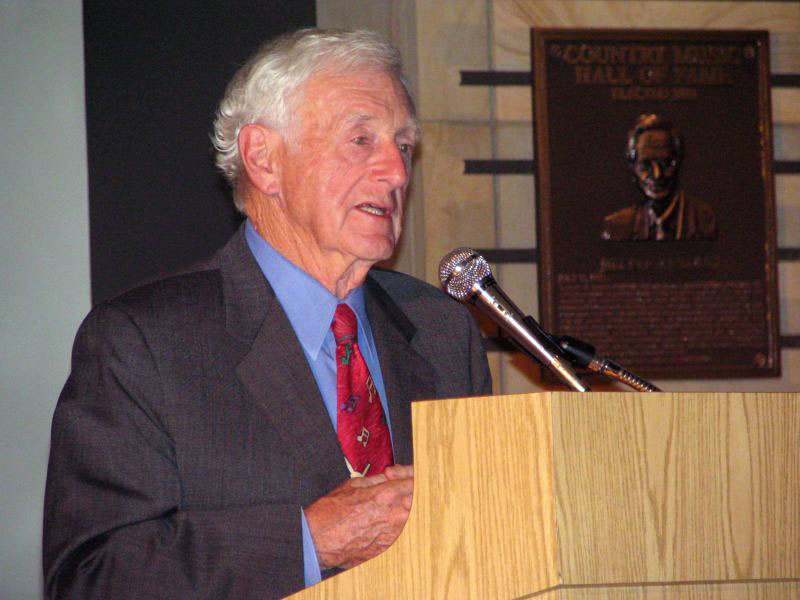
جون ساينغينثالر الأب، صحفي أمريكي، كان موضوع مقالة تشهير كاذبة على ويكيبيديا في مايو 2005. أثار هذا التضليل تساؤلات حول مصداقية ويكيبيديا والمواقع الأخرى التي تحتوي على محتوى ينتجه المستخدم.

منذ إطلاق ويكيبيديا في عام 2001، واجهت المنصة العديد من الجدل. أدت سياسة التحرير المفتوح، حيث يمكن لأي شخص تعديل الصفحات، إلى إثارة مخاوف بشأن جودة الكتابة، وكمية التخريب، ودقة المعلومات على المشروع. وقد غطت وسائل الإعلام الأحداث المثيرة للجدل والفضائح المتعلقة بويكيبيديا والمنظمة الممولة لها، مؤسسة ويكيميديا. تشمل الموضوعات الشائعة التي يتم تناولها مقالات تحتوي على معلومات خاطئة، وتحرير شخصيات عامة وشركات لمقالات تتعلق بها مع وجود تضارب مصالح، وتحرير مدفوع الأجر، والتفاعلات العدائية بين محرري ويكيبيديا والشخصيات العامة.
أدت حادثة سجينثالر إلى انتقادات إعلامية بشأن موثوقية ويكيبيديا. تعود الحادثة إلى مايو 2005، حيث تم نشر مقال احتيالي على ويكيبيديا من قبل مستخدم غير مسجل، احتوى على مزاعم كاذبة وسلبية عن جون سجينثالر، وهو صحفي أمريكي معروف. في مارس 2007، أصبحت ويكيبيديا مرة أخرى موضع اهتمام إعلامي بسبب قضية إيسجاي، والتي تضمنت محررًا وإداريًا بارزًا في ويكيبيديا الإنجليزية، ادعى أنه "أستاذ جامعي دائم في الدين بجامعة خاصة" يحمل "درجة الدكتوراه في اللاهوت وشهادة في القانون الكنسي"، بينما كان في الواقع شابًا يبلغ من العمر 24 عامًا ولا يحمل أي شهادات أكاديمية متقدمة
سلطت فضائح عام 2012 الضوء على نقاط ضعف ويكيبيديا، عندما تم الكشف عن تقديم روجر بامكين، عضو مجلس إدارة ويكيميديا المملكة المتحدة، استشارات مدفوعة الأجر لحكومة جبل طارق، مما أثار مخاوف حول تضارب المصالح. كما ارتبط وجود معلومات غير دقيقة وكاذبة، إضافة إلى بيئة التحرير العدائية المتصورة، بانخفاض المشاركة التحريرية. وفي عام 2013، برزت فضيحة أخرى بعد تحقيق أجراه محررو ويكيبيديا، كشف أن شركة Wiki-PR قامت بتحرير مقالات لعملاء يدفعون لها، باستخدام "جيش" من حسابات دمى الجورب، والتي تضمنت مزاعم بوجود 45 محررًا وإداريًا في ويكيبيديا. وفي عام 2015، كشفت تحقيقات أورانج مودي أن الشركات والمشاهير الصغار قد تعرضوا للابتزاز بشأن مقالاتهم على ويكيبيديا من قبل مجموعة من المحتالين المنسقين، الذين استخدموا مئات من حسابات دمى الجورب. وقد كانت النزاعات المتعلقة بويكيبيديا ومؤسسة ويكيميديا موضوعًا للعديد من الأبحاث الأكاديمية.

## نظرة عامة
حلل باحثون طبيعة الجدل في ويكيبيديا. يقول عالم الاجتماع هوارد رينغولد إن «الجدل في ويكيبيديا كشف عن تطور الآليات الاجتماعية داخل مجتمع ويكيبيديا». وأشار أحد الدراسات حول تسييس الفضاءات الاجتماعية-التقنية إلى أن «الجدل في ويكيبيديا يصبح مكتملاً تمامًا عندما يُعلن عنه خارج الصفحة التي نوقشت فيها». كما تناولت إحدى الكليات ويكيبيديا أداةً تعليميةً، حيث تستخدم «الجدالات الأخيرة حول ويكيبيديا كأساس لمناقشة الأخلاقيات والتحيز».

## قيود التحرير
على الرغم من الترويج لويكيبيديا باعتبارها موسوعة يمكن لأي شخص تعديلها، إلا أن القدرة على تعديل الصفحات المثيرة للجدل تكون مقيدة أحيانًا بسبب ما يعرف بـ"حروب التحرير" أو التخريب. للتعامل مع الانتقادات حول تقييد الوصول مع تقليل التحرير الضار، جربت ويكيبيديا أيضًا تدابير مثل "حماية التعديلات المعلقة"، والتي تسمح بالتحرير المفتوح للمقالات المثيرة للجدل، مع شرط أن يوافق محرر ذو خبرة على تعديلات المستخدمين الجدد قبل أن تصبح مرئية للجمهور.

## عقد 2000

### 2002
- فبراير 2002 – في أواخر فبراير، قررت مجموعة ويكيبيديا الإسبانية الانفصال ("تفرع معدل") عن ويكيبيديا احتجاجًا على خطط المؤسسين جيمي ويلز ولاري سانجر لبيع الإعلانات على مواقع ويكيبيديا.[16] قاد هذا الانفصال المتطوع إدغار إنييدي، واستضاف المشروع في جامعة إشبيلية تحت اسم الموسوعة الحرة بالإسبانية.[17] تبع معظم المتطوعين الإسبان إنييدي، حيث أنشأوا أكثر من 10,000 مقالة خلال عام واحد. ونتيجة لذلك، أصبحت ويكيبيديا الإسبانية غير نشطة تقريبًا حتى منتصف عام 2003.[17] ومنذ تلك الحادثة، أصبح موضوع الإعلانات قضية حساسة في ويكيبيديا.[17] في مقابلة مع وايرد في يناير 2011، نفى جيمي ويلز دعمه لخطة الإعلانات،[18] مما أدى إلى نزاع علني مع لاري سانجر[19] الذي رد قائلاً: «الزعم بأنني طالبت بالإعلانات بينما كان جيمي ويلز يعارضها هو للأسف كذبة جديدة تخدم مصالح ويلز الشخصية».[19] وحتى عام 2006، رفض ويلز استبعاد فكرة الإعلانات تمامًا، قائلاً في مقابلة مع ClickZ: «سيأتي وقت نتساءل فيه عمّا إذا كان بإمكاننا دعم مهمتنا الخيرية بشكل أفضل من خلال العوائد الإضافية التي ستوفرها الإعلانات. لم نقل أبدًا أنه لن تكون هناك إعلانات على ويكيبيديا».[20]

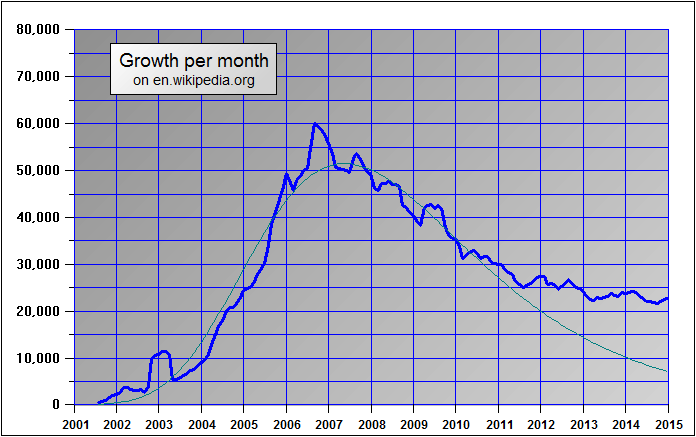
"سبايك رامبوت" في أواخر عام 2002 وأوائل عام 2003

- في أكتوبر 2002، قام ديريك رامسي بزيادة عدد المقالات بنسبة 40% من خلال بوت أنشأه باسم Rambot، والذي أضاف 33,832 مقالة قصيرة حول كل مقاطعة ومدينة وبلدة أمريكية مفقودة في ويكيبيديا، مستندًا إلى بيانات تعداد السكان الأمريكي لعام 2000.[21] وصف أندرو لي في كتابه ثورة ويكيبيديا هذه الخطوة بأنها «الخطوة الأكثر إثارة للجدل في تاريخ ويكيبيديا».[21]

### 2005
- سبتمبر 2005 – حادثة سجينثالر[22] بدأت الحادثة في مايو 2005 عندما نشر مستخدم مجهول مقالة احتيالية على ويكيبيديا زعمت خطأً أن الصحفي الأمريكي جون سجينثالر كان مشتبهًا به في اغتيال الرئيس جون كينيدي وشقيقه المدعي العام روبرت كينيدي. كما ادعت المقالة أنه عاش في الاتحاد السوفيتي لمدة 13 عامًا بدءًا من عام 1971، وهو ما كان خاطئًا. وصف سجينثالر المقالة بأنها "اغتيال شخصية عبر الإنترنت".[23] تم التعرف على الشخص الذي نشر الخدعة، برايان تشيس، والذي كان يحاول المزاح مع زميل له، من قِبل ناقد ويكيبيديا دانيال برانت وصحفيي نيويورك تايمز.[24] حُذفت الخدعة من ويكيبيديا في أوائل أكتوبر 2005 (على الرغم من أن المعلومات الخاطئة بقيت على أنسرز دوت كوم وReference.com لمدة ثلاثة أسابيع أخرى)، وبعد ذلك كتب سيجنثالر عن تجربته في يو إس إيه توداي.[23][25]

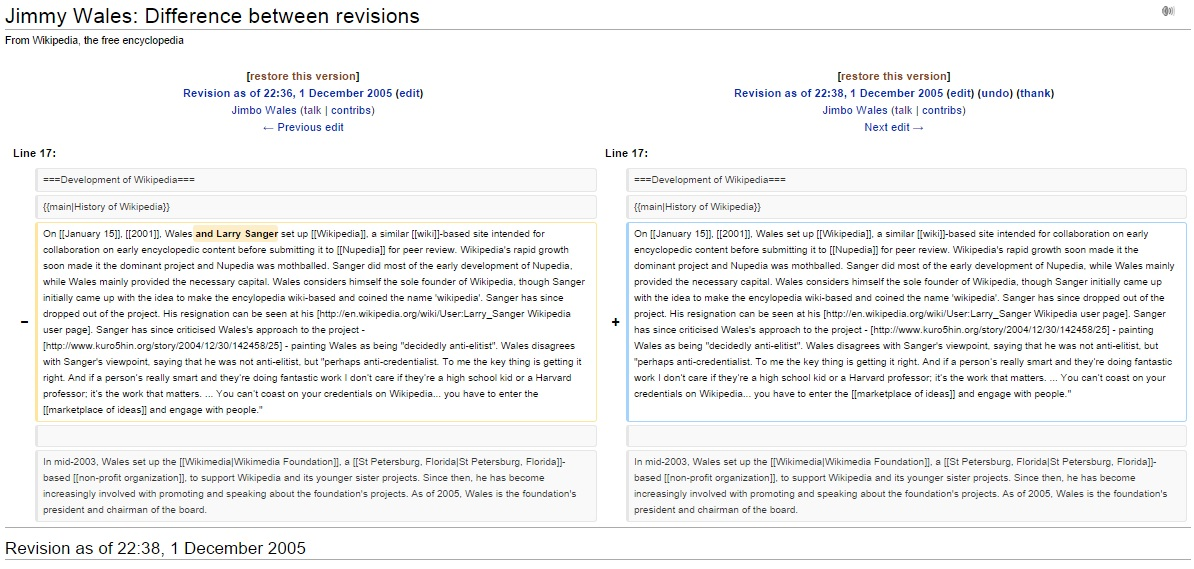
أثارت التعديلات التي أجراها جيمي ويلز على سيرته الذاتية انتقادات شديدة في ديسمبر 2005.

- بدأ مفهرس الكتب المحترف دانييل براندت موقع "wikipedia-watch.org" الذي لم يعد موجودًا الآن لنقد ويكيبيديا[24] ردًا على تجربته غير السارة أثناء محاولته حذف سيرته الذاتية.[26]
- نوفمبر/ديسمبر 2005 – حُظر عنوان بروتوكول الإنترنت الخاص بمجلس النواب الأمريكي من التحرير على ويكيبيديا بسبب تعديلات متعمدة تهدف إلى الإضرار بنزاهة الموسوعة،[27] بما في ذلك تعديلات على مقالة مارتي ميهان لتبدو أكثر إيجابية.[28] ودفعت هذه التعديلات مدير مكتب الأخلاقيات الحكومي الأمريكي السابق للمطالبة باتخاذ إجراءات تأديبية.[27]
- ديسمبر 2005 – واجه جيمي ويلز انتقادات بسبب تعديله لمقالته الشخصية على ويكيبيديا. وفقًا للسجلات العامة، قام بإجراء 18 تعديلًا، بما في ذلك تعديلات تقلل من دور لاري سانجر كمؤسس مشارك. كما قام بتحرير مقالة شركته السابقة بوميس، حيث قام بتغيير وصف قسم "Bomis Babes" من "إباحية خفيفة" إلى "محتوى مخصص للبالغين". دافع ويلز عن هذه التعديلات مدعيًا أنها كانت تصحيحات تقنية.[29][30]

### 2006
- فبراير 2006 – كُشف عن خديعة هنريك باتوتا في ويكيبيديا البولندية، حيث أنشأ محررون مقالًا احتياليًا عن شخصية ثورية بولندية مزعومة تدعى هنريك باتوتا، وزعموا أنه كان صديقًا لإرنست همينغوي. بقي المقال منشورًا لمدة 15 شهرًا وتم ربطه بـ17 مقالة أخرى قبل اكتشاف الخدعة. زعم أعضاء المجموعة التي أطلقت على نفسها اسم "جيش باتوتا" أن هدفهم كان لفت الانتباه إلى استمرار استخدام أسماء شخصيات سوفيتية في الشوارع والأماكن العامة في بولندا، على الرغم من أن بعض هذه الشخصيات كانوا "خونة وقتلة".[31]
- مارس 2006 – كشف دانيال برانت عن 142 حالة انتحال في ويكيبيديا، مشيرًا إلى أن المشكلة متفشية في الموقع.[32]
- منتصف 2006 – تم الكشف عن تعديلات من قبل موظفي الكونغرس الأمريكي على مقالات ويكيبيديا بهدف تحسين صورة بعض السياسيين مثل جو بايدن، نورمان كولمان، كونراد بورنس ومارتي ميهان.[33] شملت التعديلات إزالة محتوى سلبي وإضافة فقرات مديحية. كما تم إجبار مدير حملة كاثي كوكس، مورتون برليانت، على الاستقالة بعد أن تبين أنه أضاف معلومات سلبية عن خصومها السياسيين في مقالاتهم على ويكيبيديا.[34]
- يوليو 2006 – أسس غريغوري كوهنز MyWikiBiz، وهي شركة تقدم خدمات تحرير مدفوعة على ويكيبيديا.[35] تم حظر حسابه بعد الإعلان عن الخدمة، كما تم تعديل سياسات ويكيبيديا لاحقًا لتنظيم مثل هذه الأنشطة. دافع جيمي ويلز عن الحظر، مشيرًا إلى أن التحرير المدفوع قد يحدث سرًا، لكنه لا ينبغي أن يكون مقبولًا بشكل علني.[36][37]

### 2007
- يناير 2007
  - في يناير 2007، قام أحد إداريي ويكيبيديا الإنجليزية بحظر المستخدمين من قطر لفترة وجيزة من التحرير بسبب سلسلة من التخريبات، وذلك لأن الإدارة لم تكن تدرك أن كل حركة المرور على الإنترنت في قطر يتم توجيهها عبر عنوان بروتوكول إنترنت واحد.[38] كل من تك كرانش وسلاش دوت أبلغوا بأن ويكيبيديا قد حظرت كامل دولة قطر من الموقع، وهو ادعاء نفاه المؤسس المشارك جيمي ويلز على الفور.[39]
  - كُشف أن شركة مايكروسوفت دفعت للمبرمج ريك جيليف لتحرير مقالات ويكيبيديا المتعلقة بمنتجات مايكروسوفت.[40] تحديدًا، دفعت مايكروسوفت لجيليف لتحرير المقالة المتعلقة بـ أوفس أوبن إكس إم إل.[41] أوضح متحدث باسم مايكروسوفت أن الشركة شعرت أن المقالات كانت متحيزة بشكل مفرط من قبل محررين مرتبطين بمنافسها آي بي إم، وأن السماح لمحرر يبدو مستقلًا بإضافة المحتوى سيجعله أكثر قبولًا لدى مجتمع ويكيبيديا.[42]
- فبراير 2007
  - في 13 فبراير 2007، رفع لاعب الغولف الأمريكي المحترف فازي زولر دعوى قضائية ضد شركة Josef Silny & Associates التي تتخذ من ميامي مقرًا لها، زاعمًا أن تصريحات تشهيرية أُدرجت في مقاله على ويكيبيديا في ديسمبر 2006 من قبل شخص استخدم جهاز كمبيوتر تابعًا لتلك الشركة.[43][44]
  - رفعت باربرا باور دعوى قضائية ضد مؤسسة ويكيميديا، التي تدير موقع ويكيبيديا،[45] مدعية أن المعلومات النقدية حول مهاراتها كوكيلة أدبية أضرت بأعمالها التجارية. دافعت مؤسسة التخوم الإلكترونية عن ويكيبيديا،[46] وتم رفض القضية في يوليو 2008.[47]
  - في 17 فبراير 2007، تم احتجاز تانر أكشام، أحد أوائل الأكاديميين الأتراك الذين اعترفوا بالإبادة الجماعية للأرمن، في مطار مونتريال بكندا لمدة أربع ساعات تقريبًا بعد وصوله في رحلة جوية من الولايات المتحدة.[48] صرّح أكشام بأن السلطات الكندية بررت احتجازه بالاعتماد على مقال تشهيري في ويكيبيديا تم تحريره في 24 ديسمبر 2006 تقريبًا. زُعم أن المقالة كانت عرضة للتخريب المتكرر من قبل مساهمين مجهولين سعوا لتصوير أكشام كإرهابي. ردًا على ذلك، ذكر جيمي ويلز أن مساهمي ويكيبيديا "يأسفون بشدة على كل خطأ".[48][49]

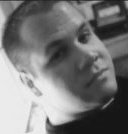
إداري ويكيبيديا الإنجليزية إيسجاي، الذي كانت ادعاءاته بشأن هويته وبيانات اعتماده موضوع افتتاحية في مجلة ذا نيو يوركر في عام 2007.

- مارس 2007 – اندلعت فضيحة إيسجاي عندما أصدرت مجلة ذا نيو يوركر تصحيحًا نادرًا في افتتاحيتها، موضحة أن محررًا بارزًا في ويكيبيديا الإنجليزية وإداريًا يُدعى إيسجاي، والذي وصفوه في مقابلة نشرت في يوليو 2006 بأنه "أستاذ جامعي في اللاهوت بجامعة خاصة" ويحمل "دكتوراه في اللاهوت ودرجة في القانون الكنسي"، كان في الواقع شابًا يبلغ من العمر 24 عامًا ولا يحمل أي شهادات جامعية.[3][4][50] كان إيسجاي قد اخترع هوية زائفة بالكامل للمشاركة في ويكيبيديا تحت اسم مستعار. في يناير 2007، أصبح إيسجاي موظفًا في ويكيا وكشف عن اسمه الحقيقي، ريان جوردان، وهو ما لاحظه دانيال برانت من Wikipedia Watch وأبلغ مجلة ذا نيو يوركر بذلك.[3] كان جوردان يشغل مناصب تطوعية موثوقة في ويكيبيديا، بما في ذلك "إداري" و"بيروقراطي" و"مدقق مستخدم" و"محكم" و"وسيط".

وردًا على الجدل، صرّح جيمي ويلز بأنه رأى شخصية إيسجاي الزائفة كاسم مستعار ولم يجد مشكلة في الأمر، قائلًا: "كان إيسجاي ولا يزال محررًا رائعًا وعضوًا موثوقًا في المجتمع ... لقد كان متفهمًا ونادمًا على الأمر برمته، وأعتبر المسألة منتهية."
لكن الحادث أثار نقاشات واسعة داخل مجتمع ويكيبيديا، ووجه المؤسس المشارك لاري سانجر انتقادات لويلز قائلًا: "جيمي، أن تدّعي أنك أستاذ جامعي بينما لست كذلك ليس مجرد اسم مستعار، بل هو انتحال هوية. والسؤال ليس لماذا عينت إيسجاي في لجنة التحكيم، بل لماذا تجاهلت التداعيات الأخلاقية الواضحة لحقيقة أنه ادعى زورًا أنه أستاذ – حتى أنك منحته وظيفة وعينته في لجنة التحكيم – حتى الآن؟".
في النهاية، طلب ويلز من جوردان التنازل عن مسؤولياته في ويكيبيديا، وهو ما فعله، كما استقال جوردان أيضًا من وظيفته في ويكيا.

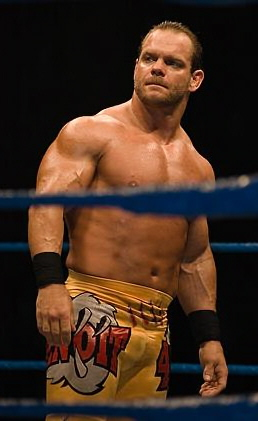
المصارع الكندي كريس بنوا

- يونيو 2007 – أُضيف بيان حول وفاة نانسي بنوا إلى مقالة المصارع كريس بنوا على ويكيبيديا الإنجليزية قبل 14 ساعة من اكتشاف الشرطة لجثث بنوا وعائلته. أُبلغ عن هذا التحديث لأول مرة في ويكي الأخبار ثم لاحقًا في قناة فوكس نيوز. ذكرت المقالة في ذلك الوقت: "تم استبدال كريس بنوا بجون موريسون في مباراة بطولة ECW العالمية في Vengeance، حيث لم يكن بنوا موجودًا بسبب مشكلات شخصية ناتجة عن وفاة زوجته نانسي." تمت إضافة عبارة "ناتجة عن وفاة زوجته نانسي" في الساعة 12:01 صباحًا بتوقيت شرق الولايات المتحدة في 25 يونيو،[52] بينما تم اكتشاف الجثث في الساعة 2:30 مساءً. تتبع عنوان بروتوكول الإنترنت الخاص بالمحرر إلى ستامفورد بولاية كونيتيكت، وهو نفس موقع مقر دبليو دبليو إي.[53]

بعد انتشار الخبر في وسائل الإعلام، أوضح الشخص الذي أجرى التعديل في ويكي الأخبار أن تحريره كان "مصادفة كبيرة ولا شيء أكثر من ذلك".
- أغسطس 2007 أغسطس 2007 – اكتُشف أن فيرجيل غريفيث، طالب دراسات عليا في النظم الحاسوبية والعصبية في معهد كاليفورنيا للتقنية، قد أنشأ أداة ويكي سكانر، وهي قاعدة بيانات قابلة للبحث تربط التعديلات مجهولة المصدر على ويكيبيديا بالشركات والمنظمات التي أُجريت منها تلك التعديلات. استندت الأداة إلى مقارنة سجلات تعديلات ويكيبيديا مع سجلات عناوين بروتوكول الإنترنت (IP) المتاحة للعامة.

دفعت غريفيث التعديلات الصادرة عن الكونغرس الأمريكي لإنشاء الأداة، إذ أراد الكشف عما إذا كانت جهات أخرى تروج لنفسها. ركز على اكتشاف الفضائح، خاصةً لدى الشركات الكبرى المثيرة للجدل، مشيرًا إلى رغبته في "إحداث كوارث علاقات عامة بسيطة للشركات والمنظمات التي لا أحبها، ومعرفة ما تفعله المنظمات المثيرة للاهتمام". كما كان يهدف لمنح قراء ويكيبيديا أداة للتحقق من دقة التعديلات وللسماح بأتمتة وفهرسة التعديلات.
معظم التعديلات التي كشفها ويكي سكانر كانت بسيطة أو غير ضارة، لكن الموقع استُخدم للكشف عن أبرز حالات تضارب المصالح، التي لاقت تغطية إعلامية واسعة حول العالم. شملت الجهات المتورطة كلًا من: الفاتيكان، وكالة المخابرات المركزية، مكتب التحقيقات الفيدرالي، الحزب الديمقراطي (الولايات المتحدة)، الحزب الجمهوري (الولايات المتحدة)، حزب العمال (المملكة المتحدة)، حزب المحافظين (المملكة المتحدة)، حكومة كندا، وزارة الصناعة (كندا)، رئاسة الوزراء والدفاع في أستراليا، الأمم المتحدة، مجلس الشيوخ الأمريكي، وزارة الأمن الداخلي الأمريكية، وكالة حماية البيئة الأمريكية، السيناتور كونراد بورنس، حاكم أوهايو السابق بوب تافت، الأمير يوهان فريزو وزوجته الأميرة مابيل من أورانيا، الحكومة الإسرائيلية، إكسون موبيل، وول مارت، آسترازينيكا، ديبولد، داو كيميكال، ديزني، ديل، أنهايزر بوش، نستله، بيبسيكو، بوينغ، سوني، إلكترونيك آرتس، مجموعة إس سي أو، ماي سبيس، فايزر، رايثيون تيكنولوجيز، دو بونت، الكنيسة الأنجليكية والكنيسة الكاثوليكية، الكنيسة العلموية، كنيسة وورلد هارفيست، منظمة العفو الدولية، قناة ديسكفري، فوكس نيوز، سي بي إس، واشنطن بوست، الاتحاد القومي للأسلحة، نيوز إنترناشيونال، قناة الجزيرة، جامعة بوب جونز، جامعة ولاية أوهايو.
رغم أن التعديلات كانت مرتبطة بعناوين IP معروفة، لم يُثبت أن تلك التعديلات نُفذت من قبل أعضاء أو موظفي تلك الجهات، بل فقط أن شخصًا ما كان يستخدم شبكاتهم.
رحب متحدثو ويكيبيديا بأداة ويكي سكانر مشيرين إلى أنها ساهمت في منع تضارب المصالح من التأثير على المقالات، كما عززت الشفافية وقللت من محاولات حذف أو تشويه الحقائق.
في عام 2008، أصدر غريفيث إصدارًا محدثًا من الأداة تحت اسم ويكي واتشر، التي كشفت أيضًا عن خطأ شائع حيث ينسى بعض المستخدمين المسجلين تسجيل الدخول، مما يعرض عناوين IP الخاصة بهم وبالتالي يكشف عن ارتباطاتهم. حتى مارس 2012، كان موقع ويكي سكانر لا يزال متصلًا بالإنترنت، لكنه غير نشط.
- سبتمبر 2007 – أشارت مجلة فنشر بيت إلى أن أورن هوفمان قام بتحرير صفحته الشخصية على ويكيبيديا باستخدام اسم مستعار. رد هوفمان بأنه قام بذلك لإزالة تعليقات غير مناسبة.[81]
  - حُظر ألف عنوان IP في ولاية يوتا لمنع تعديلات إضافية من مستخدم نشط جدًا تم منعه سابقًا من التحرير على ويكيبيديا.[82][83]
- أكتوبر 2007 – ذكرت العديد من وسائل الإعلام البريطانية، في نعياتها لمؤلف موسيقى تترات التلفزيون الراحل روني هايزلهيرست، أنه شارك في كتابة أغنية فرقة S Club 7 بعنوان "Reach"، وهو ما تبين لاحقًا أنه غير صحيح، حيث استندت هذه المعلومة إلى تعديل احتيالي على مقالة هايزلهيرست في ويكيبيديا.[84][85]
- ديسمبر 2007 – أصبح معروفًا أن مؤسسة ويكيميديا وظفت كارولين دوران كمديرة تشغيلية دون إجراء فحص خلفية أساسي. كانت لديها سجلات جنائية في ثلاث ولايات بتهم السرقة والقيادة تحت تأثير الكحول والهروب من موقع حادث سير.[86][87] ووفقًا لتقرير من ذا رجستر، تركت دوران وظيفتها بعد اعتقالها مرة أخرى بتهمة القيادة تحت تأثير الكحول. وقال محامي المؤسسة مايك جودوين: "لم يكن لدينا أي وثائق تثبت وجود سجل جنائي لكارولين دوران على الإطلاق".[88] كما أشار تقرير آخر إلى أن دوران أطلقت النار على صديقها مما أدى إلى إصابته بجروح في صدره.[89]

### 2008
- فبراير 2008 – بدأ مجموعة من المسلمين عريضة إلكترونية تطالب بإزالة صور النبي محمد من مقالات ويكيبيديا المتعلقة به، معتبرين أن هذه الصور تنتهك مبادئ الدين.[90] نظمت الاحتجاجات أيضًا حملة بريد إلكتروني للضغط على ويكيبيديا الإنجليزية.[91] بحلول 7 فبراير، وقّع حوالي 100,000 شخص على العريضة، وحُمي المقال من التعديل من قبل المستخدمين غير المسجلين. صرّح متحدث باسم مؤسسة ويكيميديا بأن "عدم الرقابة هو أحد المبادئ المهمة للمجتمع المستخدم"، فيما قال ماتياس شندلر من ويكيميديا ألمانيا إن "ويكيبيديا موسوعة وليست ساحة للنقاش بين المسلمين".[92]
- مارس 2008
  - استخدم جيمي ويلز، المؤسس المشارك لويكيبيديا، صفحته الشخصية لإنهاء علاقة عاطفية مع راشيل مارسدن، حيث أضاف جملة تفيد بأنه لم يعد مرتبطًا بها. أثار ذلك جدلاً واسعًا بسبب مزاعم بأنه عدّل مقالة مارسدن بناءً على طلبها قبل أن تكون هناك علاقة بينهما.
  - اتهم داني وول، موظف سابق في مؤسسة ويكيميديا، جيمي ويلز بسوء استخدام أموال المؤسسة لأغراض ترفيهية، لكن ويلز نفى ذلك.[93]
  - ادعى جيفري فيرنون ميركي أن ويلز عدّل مقالة ميركي لجعلها أكثر إيجابية مقابل تبرعات للمؤسسة، وهو ادعاء رفضه ويلز واعتبره "هراء".[94][95]
- مايو 2008 – نشب نزاع طويل بين أعضاء الكنيسة العلموية ومحرري ويكيبيديا، حيث اتُهم أعضاء الكنيسة بمحاولة تعديل المقالات لصالحهم. قررت لجنة التحكيم في ويكيبيديا حظر جميع تعديلات عناوين IP التابعة للكنيسة، كما تم حظر بعض منتقدي العلموية.[96]
- يونيو 2008 – اكتشف أستاذ القانون مايكل جيست أن تعديلات على مقالة السياسي الكندي جيم برنتيس أُجريت من عنوان IP تابع لوزارة الصناعة الكندية التي كان يديرها. أزالت التعديلات الانتقادات المتعلقة بتشريعات حماية حقوق الطبع وأضافت عبارات إيجابية عن الوزير.[97]
- أغسطس 2008 – اتهم السيناتور الجمهوري جون ماكين بسرقة محتوى من ويكيبيديا في خطاب ألقاه حول جورجيا. وجدت مجلة الكونغرس أن خطابه احتوى على مقاطع مطابقة تقريبًا لمقالة ويكيبيديا حول الدولة.[98][99]
- نوفمبر 2008 – اختطف مراسل نيويورك تايمز ديفيد رود من قبل طالبان، وطلبت الصحيفة من جيمي ويلز المساعدة في قمع المعلومات على ويكيبيديا حفاظًا على سلامته. وافق ويلز لكنه طلب من إداري غير معروف حذف المعلومات لتجنب التدقيق.[2][100]
- ديسمبر 2008 – أضافت مؤسسة مراقبة الإنترنت صفحة ألبوم "قاتل العذراء" إلى قائمتها السوداء بسبب صورة اعتُبرت محتملة لانتهاك قانون حماية الأطفال في المملكة المتحدة. أثار القرار احتجاجات، مما أدى إلى منع معظم المستخدمين البريطانيين من تعديل ويكيبيديا.

### 2009
- يناير 2009 – عُدلت مقالات ويكيبيديا الخاصة بعضوي مجلس الشيوخ الأمريكي روبرت بيرد وإدوارد كينيدي بشكل خاطئ لتزعم وفاتهما.[101][102]
- فبراير 2009 – أطلق سكوت كيلدال وناثانيل ستيرن عملاً فنياً أدائياً بعنوان Wikipedia Art كمقال مباشر على ويكيبيديا،[103] لكنه حُذف بعد 15 ساعة لانتهاكه قواعد ويكيبيديا. لاحقًا، ادعت مؤسسة ويكيميديا أن الموقع المرتبط بالعمل يمثل انتهاكًا لعلامتها التجارية، مما أثار جدلاً واسعًا في الصحافة الوطنية. أُدرج العمل في جناح الإنترنت في بينالي البندقية 2009[104] وظهر بنسخة معدلة في مهرجان Transmediale ببرلين عام 2011.[105]
- مارس 2009 – أُضيف اقتباس زائف إلى مقالة المؤلف الموسيقي الفرنسي موريس جار بعد ساعات من وفاته:

يمكن للمرء أن يقول إن حياتي كانت أشبه بموسيقى تصويرية طويلة. كانت الموسيقى حياتي، الموسيقى أحيَتني، وستبقى الموسيقى طريقتي في التذكر بعد رحيلي. عندما أموت، ستعزف رقصة الفالس الأخيرة في رأسي، ولن أسمعها إلا أنا.
ظهر هذا الاقتباس في العديد من النعوات المنشورة عالميًا رغم كونه ملفقًا.
- مايو 2009 – أثار ديفيد بوثرويد، عضو حزب العمال البريطاني، جدلًا بسبب استخدامه حسابات دمى جورب للتحرير في ويكيبيديا تحت أسماء مستعارة مثل "Dbiv" و"Fys" و"Sam Blacketer"، حيث حصل على صلاحيات إداري بأحد هذه الحسابات، ثم فقدها بسبب إساءة استخدام الأدوات الإدارية،[108] قبل أن يستعيدها بحساب آخر ويشارك في تحرير مقالات سياسية بريطانية،[109] منها مقالة ديفيد كاميرون. استقال لاحقًا من منصب الإداري والمحكم.[110]
- يونيو 2009
  - اتُهم كريس أندرسون، محرر مجلة وايرد، بالسرقة الأدبية في كتابه Free: The Future of a Radical Price لاستخدامه محتوى من ويكيبيديا دون توثيق مناسب.[111] أقر بالخطأ وأرجعه إلى خلافات مع الناشر حول تنسيق المصادر، ووعد بتصحيح ذلك في الإصدارات المستقبلية.[112]
  - رفع الطبيب الكندي جيمس هيلمان صور بقع اختبار رورشاخ العشرة إلى ويكيبيديا، مدعيًا انتهاء حقوق النشر.[113] أثار ذلك انتقادات من علماء النفس الذين خشوا أن يؤدي ذلك لتشويه نتائج الاختبار. رفع اثنان منهم شكوى ضده أمام المجلس الطبي في ساسكاتشوان.[114]
- يوليو 2009 – أرسل معرض اللوحات القومي في لندن خطابًا قانونيًا لمحرر في ويكيبيديا بعد تحميله أكثر من 3000 صورة عالية الدقة من موقع المعرض ونشرها على ويكيميديا كومنز، متهمًا إياه بانتهاك حقوق النشر.[115][116][117]
- نوفمبر 2009 – رفع المدانان الألمانيان وولفجانج فيرليه ومانفريد لاوبر دعوى قضائية ضد مؤسسة ويكيميديا للمطالبة بحذف أسمائهما من مقالة تتعلق بجريمتهما بحق والتر سيدلمير.[118] امتثلت ويكيبيديا الألمانية للقوانين المحلية وأزالت الأسماء،[119] بينما أبقت عليها النسخة الإنجليزية بناءً على سياسة عدم التدخل إلا بأمر قضائي مباشر.[120]
- ديسمبر 2009 – رفع الممثل رون ليفينجستون، نجم فيلم حيز المكاتب، دعوى قضائية ضد شخص مجهول قام بتعديل صفحته على ويكيبيديا لإضافة ادعاءات كاذبة حول ميوله الجنسية، كما زعم إنشاء حسابات مزيفة على فيسبوك تتضمن نفس الادعاءات.[121]

## عقد 2010

### 2010
- أبريل 2010 وما قبلها – كانت إحدى أكبر الخلافات في ويكيبيديا الألمانية تتعلق بجملة بسيطة عن برج دانوب في فيينا.[122] فعلى الرغم من أن برج المراقبة هذا يشترك في بعض الجوانب المعمارية مع برج شتوتغارت للتلفزيون، إلا أنه لم يتم تصميمه مطلقًا لأغراض البث التلفزيوني. خاضت ويكيبيديا الألمانية مناقشة طويلة بلغ حجمها حوالي 600,000 حرف حول العنوان والفئة المناسبين للبرج. بعض المؤلفين (غالبًا من النمسا) رفضوا وصف برج دانوب بأنه "برج تلفزيون"، بينما دافع آخرون عن هذا الوصف. وذكرت مجلة دير شبيغل عن القضية تعليقًا من أحد المشاركين يقول: "في الأيام الجيدة، ويكيبيديا أفضل من أي مسلسل تلفزيوني".[122]
- أبريل 2010 – أبلغ لاري سانجر، المؤسس المشارك لويكيبيديا، مكتب التحقيقات الفيدرالي بوجود كمية كبيرة من المواد الإباحية المتعلقة بالأطفال على موقع ويكيميديا كومنز. وصرح سانجر لقناة فوكس نيوز قائلاً: "لم أكن مصدومًا من وجود هذه المواد على الإنترنت، لكن صُدمت من وجودها على موقع تابع لمؤسسة ويكيميديا التي تزعم أنها موقع مرجعي".[123] وردّ المؤسس المشارك جيمي ويلز بأن المؤسسة ستصدر بيانًا قويًا قريبًا.[124] وفي الأسابيع التالية لرسالة سانجر، قام ويلز بحذف عدد من الصور التي اعتبرها بنفسه إباحية، ما أثار جدلاً داخل مجتمع ويكيبيديا، وأدى ذلك إلى تخليه طواعية عن بعض صلاحياته كمستخدم.[125]
- يوليو 2010 – بعد انتهاء كأس العالم لكرة القدم، مُنح رئيس الفيفا، جوزيف بلاتر، نيشان رفاق أوليفر تامبو من قِبل الحكومة الجنوب إفريقية تكريمًا لدوره في البطولة. إلا أن صفحة الحكومة على الإنترنت التي أعلنت عن الوسام أشارت إليه باسم "جوزيف سيب بيلند بلاتر"، وهو اسم مستعار أُخذ من مقالته المُخربة على ويكيبيديا.[126] يُذكر أن كلمة "بلند" هي مصطلح عامي بريطاني يشير إلى رأس القضيب.[127]
- أغسطس 2010 – بعد طلب مكتب التحقيقات الفيدرالي من ويكيبيديا إزالة ختم المكتب من مقالاتها بحجة أن الصورة عالية الدقة قد تُستخدم في تزوير بطاقات الهوية، أرسل محامي مؤسسة ويكيميديا، مايك جودوين، رسالة رفض فيها الطلب، مشيرًا إلى أن المكتب قد أساء تفسير القانون.[128]
- سبتمبر 2010 – ناقش المذيع اليميني راش ليمبو جلسة استماع مرتقبة في محكمة المقاطعة الشمالية لفلوريدا، في قضية تتعلق بقانون الرعاية الصحية الشامل (أوباما كير). وادعى ليمبو أن القاضي روجر فينسون قد قتل ثلاثة دببة بنية وعلّق رؤوسها فوق باب قاعة المحكمة لإرهاب المتهمين،[129] وهو أمر غير صحيح وتم إدخاله إلى مقالة القاضي على ويكيبيديا قبل أيام قليلة من البث.[130]

### 2011
- يونيو 2011
  - وصفت سارة بالين، المرشحة لمنصب نائب رئيس الولايات المتحدة، بطل حرب الاستقلال الأمريكية بول ريفير بأنه "الشخص الذي حذر البريطانيين من أنهم لن يأخذوا أسلحتنا، من خلال قرع تلك الأجراس."[131] وصف تقرير يو إس نيوز آند وورد ريبورت هذه التصريحات بأنها "هذيان مربك"،[132] مما أثار جدلاً حول محتوى مقالة ويكيبيديا الإنجليزية عن بول ريفير.[133] أضاف مؤيدو بالين تصريحاتها وتفسيرات مختلفة عنها إلى صفحة بول ريفير في ويكيبيديا، لكن المعارضين سرعان ما أزالوا هذه الإضافات. ومع ذلك، رأى أحد المعلقين أن "البعض بدا وكأنهم ينسبون هذه الادعاءات إلى السيدة بالين للسخرية منها.[134] خلال الأيام العشرة التي تلت تصريحات بالين، حصلت صفحة ريفير في ويكيبيديا على أكثر من نصف مليون مشاهدة، وأدت إلى نقاش واسع وغير حاسم في صفحة النقاش الخاصة بالمقالة وفي وسائل الإعلام الوطنية حول ما إذا كان هذا الحدث قد حسّن المقالة أو أضر بها.[131] وكتب روبرت شليسنغر في يو إس نيوز آند وورد ريبورت ملخصًا لهذه الحادثة قائلًا: "كان يُقال عن المحافظين إنهم يقفون في وجه التاريخ ويصرخون 'توقف'. لكن يبدو أنهم الآن يقفون بجانب الواقع ويضغطون على زر 'تعديل'.[133]
  - أفادت مجلة PR Week عن وجود "مُصلح"، وهو شخصية غير مسماة مقرها لندن تعمل في صناعة العلاقات العامة، عرض خدماته لـ"تنظيف" مقالات ويكيبيديا لعملائه. تضمنت المقالات التي اتُهم هذا الشخص بتعديلها مقالات عن ديفيد روس، الشريك المؤسس لشركة Carphone Warehouse، وأندرو ديفيس، رئيس مجموعة Von Essen، وديفيد رولاند، مطور العقارات البريطاني، ومعن الصانع، الملياردير السعودي، وإدوارد ستانلي، إيرل ديربي التاسع عشر. وفقًا لتقرير PR Week، تم إجراء 42 تعديلًا من نفس عنوان IP، معظمها يهدف إلى إزالة معلومات سلبية أو مثيرة للجدل أو إضافة معلومات إيجابية.[135][136]
- سبتمبر 2011 – اعترف الكاتب والصحفي البريطاني يوهان هاري باستخدام ويكيبيديا لمهاجمة خصومه عبر تعديل مقالاتهم وإضافة معلومات مختلقة.[137][138]
- نوفمبر 2011 – بعد أن أقرّت الحكومة الجنوب إفريقية قانون حماية معلومات الدولة، وهو قانون يجرّم أشكالًا معينة من الخطاب في البلاد، تم تعديل مقالة ويكيبيديا عن حزب المؤتمر الوطني الإفريقي الحاكم كنوع من الاحتجاج.[139] قام المحتجون بحذف عبارات في الصفحة تنتقد الحزب، في إشارة ضمنية إلى أنها قد تصبح غير قانونية بموجب القانون الجديد.[140] نفى المتحدث باسم حزب المؤتمر الوطني الإفريقي، كيث خوزا، ذلك، مشيرًا إلى أن هذه التعديلات تمثل "سلوكًا ... لا يتماشى مع مجتمع متحضر."[139]

### 2012
- يناير 2012
  - اكتشف النائب البريطاني توم واتسون أن شركة بورتلاند للاتصالات كانت تقوم بحذف لقب أحد منتجات عملائها ("Wife Beater"، الذي يُطلق على بيرة ستيلا ارتواز التابعة لشركة إيه بي إنبيف) من ويكيبيديا. علّقت المديرة التنفيذية لمعهد تشارترد للعلاقات العامة (CIPR)، جين ويلسون، قائلة: "تم إدراج ستيلا ارتواز في صفحة 'Wife Beater' لأن هذا اللقب يُستخدم بشكل شائع للإشارة إلى هذه العلامة التجارية من الجعة القوية. يجب على مديري العلامة التجارية الذين يريدون تغيير هذا معالجة قضية السمعة الأوسع، لأن حذف المصطلح من صفحة ويكيبيديا لن يقضي على هذا الارتباط."[141] شملت تعديلات أخرى من مكاتب شركة بورتلاند تغييرات على مقالات تخص عميلًا آخر للشركة، وهو بنك بي تي إيه في كازاخستان، ورئيسه السابق مختار أبليازوف. لم تنكر الشركة إجراء هذه التعديلات، لكنها أكدت أنها تمت بشفافية ووفقًا لسياسات ويكيبيديا.[142] رحبت بورتلاند للاتصالات بإعلان معهد (CIPR) عن تعاون لاحق مع ويكيبيديا، ودعت جيمي ويلز للتحدث إلى موظفيها، كما فعل مع شركة بيل بوتنجر.[143] أعرب توم واتسون عن تفاؤله بشأن هذا التعاون قائلاً: "يحتاج محترفو العلاقات العامة إلى إرشادات واضحة في هذا العالم الجديد لمشاركة المعلومات عبر الإنترنت. لهذا السبب أنا سعيد بتعاون الأطراف المعنية لوضع ميثاق سلوك واضح."[144]
  - خلال الانتخابات الرئاسية الأمريكية لعام 2008، أصبحت التعديلات التي أجرتها حملتا باراك أوباما وجون ماكين على صفحات ويكيبيديا الخاصة بهما محط أنظار وسائل الإعلام.[145]
- فبراير 2012 – نشر مؤرخ العمل الأمريكي تيموثي ميسر-كروز، وهو خبير في قضايا هايماركت، مقالًا في صحيفة وقائع التعليم العالي وصف فيه نضاله الذي دام ثلاث سنوات لتعديل مقالة ويكيبيديا عن الموضوع.[146] اكتشف ميسر-كروز مصادر أولية جديدة، رأى أنها تلقي شكوكًا على النظرة التقليدية للحادثة. في عام 2009، حاول لأول مرة تعديل المقالة لإضافة المعلومات الجديدة، لكن محرري ويكيبيديا أخبروه بأن المصادر الأولية غير مقبولة، وأنه يجب أن يعتمد على مصادر ثانوية منشورة.[147] قال لاحقًا في الإذاعة الوطنية العامة: "انتظرت بصبر لأنني كنت أعلم أن كتابي المنشور الخاص سيصدر في عام 2011."[148] عندما صدر كتابه وحاول إدراج المادة الجديدة في المقالة، قيل له إن وجهة نظره تُعد أقلية ولا يمكن منحها "وزنًا زائدًا"، على الرغم من أنه أثبت في كتابه أن وجهة النظر السائدة كانت غير صحيحة بشأن تفاصيل رئيسية في القضية.[149] صرّح ستيفن والينغ من مؤسسة ويكيميديا لمراسل الإذاعة الوطنية العامة بأن جميع قواعد ويكيبيديا تم اتباعها، موضحًا: "نحن لا نعتمد على ما يقوله أشخاص معينون بناءً على مصداقيتهم الشخصية فقط."[150] استخدم الباحثان في الأمن القومي بنجامين ويتس وستيفاني ليوترت تجربة ميسر-كروز لتسليط الضوء على السؤال الأوسع حول ما إذا كانت سياسات ويكيبيديا تشجع على نوع من التحفظ المفرط بشأن المصادر.[147]
- مارس 2012 – كشف مكتب الصحافة الاستقصائية أن أعضاء البرلمان البريطاني أو موظفيهم أجروا ما يقرب من 10,000 تعديل على الموسوعة، وأن مقالات حوالي سدس أعضاء البرلمان تم تعديلها من داخل البرلمان.[151] ركزت العديد من التعديلات على إزالة تفاصيل غير ملائمة من ويكيبيديا أثناء فضيحة نفقات 2009، بالإضافة إلى قضايا مثيرة للجدل أخرى.[152] اعترفت السياسية البريطانية جوان رايان بتغيير صفحتها "كلما وُضعت معلومات مضللة أو غير صحيحة عليها."[152] وقالت كلير شورت إن موظفيها "كانوا غاضبين وحريصين" بسبب الأخطاء والانتقادات في مقالتها في ويكيبيديا، وأقرت بأنهم ربما أجروا تغييرات عليها. كما أشار النائب فابيان هاميلتون إلى أن أحد مساعديه عدل صفحة لجعلها أكثر دقة من وجهة نظره. بينما نفى النائب فيليب ديفيز إجراء تغييرات لإزالة تعليقات مثيرة للجدل تتعلق بالمسلمين في عامي 2006 و2007.[152]
- يوليو 2012
  - أدت محاولات حذف مقال عن فستان زفاف كاثرين أميرة ويلز، إلى جدل على ويكيبيديا الإنجليزية. استخدم جيمي ويلز هذه القضية لتوضيح وجهة نظره بشأن "فجوة النوع الاجتماعي" في ويكيبيديا خلال مؤتمر ويكيمانيا 2012.[153] وحظيت القضية بتغطية صحفية.[154][155]
  - تم حظر آشلي فان هيفتن، رئيسة ويكيميديا المملكة المتحدة وإدارية في ويكيبيديا الإنجليزية، من ويكيبيديا الإنجليزية لمدة ستة أشهر بسبب استخدام دمى جورب وانتهاكات أخرى لسياسات ويكيبيديا. دعم مجلس إدارة ويكيميديا المملكة المتحدة فان هيفتن بالكامل خلال القضية، حتى استقالت من منصبها كرئيسة في أغسطس.[156]
- سبتمبر 2012
  - نشر الكاتب فيليب روث رسالة مفتوحة إلى ويكيبيديا، واصفًا الصعوبات التي واجهها مع مجتمع ويكيبيديا أثناء محاولته تعديل مقالة ويكيبيديا عن روايته وصمة عار الإنسان: على الرغم من أن الشخصية كولمان سيلك كانت مستوحاة من قضية ميلفن تومين، إلا أن العديد من النقاد الأدبيين أشاروا إلى وجود تشابهات بين سيلك وحياة أناتول برويارد. حاول روث إزالة الادعاءات التي تشير إلى أن برويارد كان مصدر إلهام للشخصية، لكن تعديلاته أُعيدت بحجة أن التصريحات المباشرة من المؤلف تُعتبر مصدرًا أوليًا وليست ثانويًا.[157] لاحقًا، كتب أوليفر كيز، إداري في ويكيبيديا ومنسق مجتمعي، منشورًا ينتقد فيه روث وطريقة تعامله مع الموقف، مشيرًا إلى أن المقالة، حتى قبل محاولات روث تعديلها، كانت تتضمن بالفعل مقابلة منشورة يُصرح فيها روث بأن الإلهام للشخصية كان تومين وليس برويارد. كما أشار كيز إلى أن التعديلات تمت عبر عنوان بروتوكول إنترنت مجهول، دون تقديم أدلة تثبت أن روث كان هو من قام بها.[158]
  - مشروع جبل طارق بيديا، الذي أنشأ فيه المحررون مقالات عن جبل طارق، خضعت للتدقيق بسبب علاقات مهنية لرئيس المشروع، روجر بامكن، مع حكومة جبل طارق. تمثل القلق الأساسي في أن قسم "هل تعلم" في الصفحة الرئيسية للموقع قد استُخدم، كما زُعم، لأغراض ترويجية تخص عملاء بامكن. تحت الضغط، استقال بامكن من مجلس الإدارة.[5][6]
- أكتوبر 2012 – أُجبر الاتحاد الآسيوي لكرة القدم على تقديم اعتذار لفريق كرة القدم الإماراتي بعد أن أشار إليهم باسم (القردة الرملية)، وهو لقب وهمي أُخذ من مقالة تعرضت للتخريب في ويكيبيديا.[159][160][161][162]
- نوفمبر 2012 – كتب القاضي ليفيسون في تقريره عن معايير الصحافة البريطانية: "تأسست صحيفة ذي إندبندنت في عام 1986 من قبل الصحفيين أندرياس ويتام سميث، وستيفن غلوفر، وبريت شتراوب ..." كان مصدره هو مقالة ويكيبيديا الخاصة بالصحيفة، لكن تخريبًا على المقالة استبدل اسم ماثيو سيموندز (أحد المؤسسين الحقيقيين) ببريت شتراوب (شخصية غير معروفة).[163] علقت مجلة ذي إيكونوميست على تقرير ليفيسون قائلة: "أجزاء منه مجرد عملية نسخ ولصق مأخوذة من ويكيبيديا."[164]

ديسمبر 2012 – دارت مناقشة على صفحة نقاش المستخدم جيمي ويلز في ويكيبيديا حول ارتباطه بمنظمة ويكيبيليم في كازاخستان وعلاقته بحكومة كازاخستان القمعية. أوقف ويلز النقاش بشكل أحادي عندما تساءل محررون آخرون عن صداقته مع توني بلير، الذي تقدم شركته خدمات استشارية مدفوعة للحكومة الكازاخستانية. وصف ويلز هذه الأسئلة بأنها "غريبة وغير ذات صلة"، وطلب من أندرياس كولب، أحد محرري موقع ويكيبيدياقراطية: "الرجاء الابتعاد عن صفحتي."

### 2013
- يناير 2013 – اكتشاف مقال زائف عن "صراع بيتشوليم" تسبب في تغطية صحفية واسعة النطاق.[167][168] المقال كان وصفًا مفبركًا بدقة عن حرب خيالية في ولاية غوا الهندية، وقد تم تصنيفه كمقالة "جيدة" – وهو تصنيف يُمنح لأقل من 1% من المقالات على ويكيبيديا الإنجليزية – لمدة تزيد عن خمس سنوات.[167]
- فبراير 2013 – حصلت شركة السجون مجموعة جيو على تغطية إعلامية عندما قام محرر في ويكيبيديا يحمل اسم "Abraham Cohen" (وكان حينها أيضًا مدير العلاقات المؤسسية في مجموعة جيو) بتحرير مقالة الشركة لحذف معلومات عن جدالاتها السابقة، وذلك بعد إعلانها عن حصولها على حقوق تسمية ملعب جديد في جامعة فلوريدا أتلانتيك.[169][170]
- مارس 2013 – نشأت جدالات في مارس 2013 بعد أن تبين أن أجزاء كبيرة من مقالة شركة بي بي على ويكيبيديا قد كتبها موظف في الشركة كان محررًا في ويكيبيديا.[171][172]
- أبريل 2013
  - جذبت المقالة محطة الراديو العسكرية في بيير-سور-أوت، التي تتحدث عن محطة راديو عسكرية فرنسية، انتباه المديرية العامة للأمن الداخلي الفرنسية. حاولت الوكالة إزالة المقالة من ويكيبيديا الفرنسية. رفضت مؤسسة ويكيميديا الطلب، مشيرة إلى أن المقالة تعكس معلومات وردت في فيلم وثائقي عام 2004 من إنتاج قناة (Télévision Loire 7) بالتعاون مع القوات الجوية الفرنسية.[173][174] تحت ضغط من الوكالة وتهديد بالاعتقال، حذف ريمي ماثيس، وهو إداري متطوع في ويكيبيديا الفرنسية ورئيس منظمة ويكيميديا فرنسا، المقالة[173][175] بعد تهديده بالاعتقال. لاحقًا، أعادها محرر آخر مقيم في سويسرا.[176][177] بعد الجدل، أصبحت المقالة الأكثر قراءة على ويكيبيديا الفرنسية،[178] حيث حظيت بأكثر من 120,000 مشاهدة خلال عطلة نهاية الأسبوع في 6 و7 أبريل 2013.[179] بسبب دوره في هذا الجدل، حصل ماثيس على لقب ويكيميدي العام من جيمي ويلز في مؤتمر ويكيمانيا 2013.
  - أكدت متحدثة باسم الدائرة الاتحادية لرقابة الاتصالات وتقنية المعلومات والإعلام في روسيا أن ويكيبيديا أُدرجت في القائمة السوداء بسبب مقال في ويكيبيديا الروسية عن تدخين القنب.[180] وبحسب نيويورك تايمز، بدأت روسيا في مارس بتقييد المحتوى على الإنترنت بشكل انتقائي إذا رأت الحكومة أنه غير قانوني أو ضار للأطفال.[181][182]
  - اتهمت صحيفة ذا صن النائب عن حزب العمال تشوكا أومونا باستخدام اسم المستخدم "Socialdemocrat" في 2007 لتحرير صفحته على ويكيبيديا بشكل متكرر قبل انتخابه.[183] نفى أومونا قيامه بتحرير المقالة بنفسه لكنه أقر بأن أحد أعضاء فريق حملته الانتخابية قد يكون قام بذلك.[184][185]
  - نشب صراع تحريري حول مقالة ويكيبيديا الخاصة بالسياسي الكندي وزعيم الحزب الديمقراطي الجديد في كولومبيا البريطانية، أدريان ديكس، وقد حظي هذا الصراع بتغطية واسعة في الصحافة الكندية. أثناء عمل ديكس مع جلان كلارك، رئيس وزراء كولومبيا البريطانية آنذاك،[186] قام بتزوير مذكرة تتعلق بفضيحة مرتبطة بالكازينوهات كان كلارك متورطًا فيها، مما أدى إلى طرد ديكس من منصبه.[187] وقد تم التعرف على محرر ويكيبيديا الذي قاد الجهود لحذف الإشارة إلى الحادثة من مقالة ديكس من قِبل قسم الأخبار العالمية وصحيفة فانكوفر صن، وهو مايك كليفن، الذي يحرر على ويكيبيديا تحت اسم المستخدم "Skookum1".[188] نفى كليفن ارتباطه بالحزب الديمقراطي الجديد،[186] وقال: "أنا المحرر الذي بذل أكبر جهد لمنع الأشخاص من دفع رواية تحريضية ومبالغ فيها حول هذا الموضوع. تنظيف المقالة لمنع ذكر هذا الحادث ليس الهدف هنا، بل منع استخدام المقالات لأغراض تشهيرية... الليبراليون في كولومبيا البريطانية قاموا بمثل هذا النوع من التصرفات على ويكيبيديا من قبل؛ يمكنهم أن يقولوا إنها ليست منهم، بالطبع، ولكن أجندة أولئك الذين يدّعون عكس ذلك تشبه أجندتهم إلى حد لا يستحق التوضيح".[188]
  - كتبت أماندا فيليباشي مقال رأي في صحيفة نيويورك تايمز بتاريخ 24 أبريل 2013 بعنوان "تحيز ويكيبيديا ضد الروائيات الإناث"، حيث أشارت إلى أن "المحررين بدأوا في عملية نقل الكاتبات النساء، واحدة تلو الأخرى، وبالترتيب الأبجدي، من فئة 'الروائيين الأمريكيين' إلى الفئة الفرعية 'الروائيات الأمريكيات'." واقترحت أن سبب هذا النقل قد يكون إنشاء قائمة خاصة بالرجال فقط ضمن فئة "الروائيين الأمريكيين" على ويكيبيديا.[189] انتشرت القصة على نطاق واسع في الصحف والمواقع الأخرى، وأعربت النسويات عن خيبة أملهن وصدمتهن من هذه الخطوة.[190] بدأ محررو ويكيبيديا استجابات متنوعة بعد وقت قصير من نشر مقال فيليباشي، بما في ذلك إنشاء فئة "الروائيين الأمريكيين الرجال"، إلى جانب اقتراح فوري بدمج الفئتين مرة أخرى في فئة "الروائيين الأمريكيين" الأصلية.[191] وقد تعرضت فئة "الروائيين الأمريكيين الرجال" للانتقاد لأن وجود الفئتين معًا كان له تأثير في إفراغ فئة "الروائيين الأمريكيين".[192] وعندما أُنشئت فئة "الروائيين الأمريكيين الرجال" لأول مرة، كان المدخلان الوحيدان فيها هما أورسن سكوت كارد وبي. دي. كاسك (وهي امرأة).[193] بعد بضعة أيام من مقال الرأي، كتبت فيليباشي في قسم المراجعات بصحيفة نيويورك تايمز عن ردود الفعل على مقالها، والتي تضمنت تعديلات على مقالة ويكيبيديا الخاصة بها اعتبرتها انتقامية.[194] وفي مقال في مجلة ذا أتلانتيك، ردًا على تقارير تفيد بأن التعديلات التي اشتكت منها كانت من عمل محرر واحد متمرد، قدمت فيليباشي تفاصيل حول تاريخ التعديلات، حيث حددت سبعة محررين آخرين قاموا بشكل فردي أو جماعي بنفس الإجراءات.[195] أندرو ليونارد، في تقريره لموقع صالون، وجد أن مقالات فيليباشي تبعتها ما سماه "تعديلات انتقامية" على مقالتها ومقالات مرتبطة بها، بما في ذلك مقالة والدها، دانيال فيليباشي. واستشهد ليونارد بشكل واسع بتعليقات محرر ويكيبيديا المعروف باسم "Qworty"، الذي كتب على صفحة النقاش الخاصة بمقالة فيليباشي: "أوه، بالطبع، دعونا نخشع أمام صحيفة نيويورك تايمز المقدسة. لأن عندما تخبرك صحيفة نيويورك تايمز أن تصمت، عليك أن تصمت. لأن هذا هو معنى الحرية، ونيويورك تايمز تدور حول تعزيز الحرية في جميع أنحاء العالم، ولهذا السبب وظفت جوديث ميلر."[196]
- مايو 2013 – كشف أندرو ليونارد، في مقال على موقع صالون، أن هوية محرر ويكيبيديا المعروف بـ "Qworty" هي روبرت كلارك يونغ، وهو روائي وكاتب. لفت يونغ الأنظار لنفسه من خلال "التعديلات الانتقامية" التي أجراها على مقالة ويكيبيديا الخاصة بالروائية والناقدة أماندا فيليباشي. اعتاد يونغ إجراء تعديلات سلبية على صفحات الكتّاب الذين يختلف معهم. استعان ليونارد في تحقيقه بأعضاء من موقع نقد ويكيبيديا ويكيبيدياقراطية.[197] ووفقًا للكاتبة كاثلين جاير من مجلة واشنطن الشهرية، فإن "قضية يونغ تكشف عن نقطة ضعف مشروع ويكيبيديا. أي شخص لديه الوقت والموارد الكافية، ويمتلك هوسًا كبيرًا، يمكنه نشر معلومات على الموقع تكون زائفة أو مضللة أو متحيزة بشكل كبير." بعد وقت قصير من نشر مقال ليونارد، تم حظر Qworty/يونغ من التحرير على ويكيبيديا بشكل دائم،[197] وفتح تحقيق حول استخدامه دمى جورب.[198] وكتب مؤسس ويكيبيديا، جيمي ويلز، عن الحادثة في صفحة نقاشه، مستشهدًا بمقال ليونارد: "بالنسبة لأولئك الذين يحبون ويكيبيديا، فإن تداعيات قضية يونغ ليست مطمئنة." وأضاف: "هذا يختصر الأمر بالنسبة لي. كنت سأحظره بشكل مباشر منذ سنوات، وكذلك الكثيرون غيري. عدم قيامنا بذلك يشير إلى عيوب خطيرة في أنظمتنا."[198] كشفت تحقيقات ليونارد اللاحقة عن حملة طويلة من يونغ ضد مقالات تتعلق بالوثنية الجديدة وموضوعاتها. وأفاد ليونارد أن أحد الوثنيين، الذي كان يونغ قد رشح مقالته للحذف في عام 2012، رشح بدوره مقالة يونغ للحذف انتقامًا بعد الكشف عن تعديلاته الانتقامية. ومع ذلك، أبلغ هذا المحرر ليونارد أنه من غير المحتمل أن ينجح في حذف مقالة يونغ، لأن سلسلة مقالات صالون حول قضية يونغ جعلت القصة لحظة بارزة في تاريخ ويكيبيديا.[199] ومع ذلك، حُذفت مقالة روبرت كلارك يونغ في يناير 2017.
- يونيو 2013 – طلب جيمي ويلز، مؤسس ويكيبيديا، من المحررين الآخرين نشر شكوكهم حول أنشطة إدوارد سنودن على ويكيبيديا في صفحة نقاشه، مما اعتُبر انتهاكًا محتملاً لسياسة ويكيبيديا الصارمة بشأن الكشف عن الهوية. لم يُكتشف أي دليل على تحرير سنودن.[200][201][202][203]
- أغسطس 2013 – في 22 أغسطس 2013، أعلنت تشيلسي (التي كانت تُعرف سابقًا باسم برادلي) مانينغ عن نيتها في التحول الجنسي. بعد ذلك بفترة قصيرة، تم نقل صفحة مانينغ على ويكيبيديا من "برادلي مانينغ" إلى "تشيلسي مانينغ"، وأُعيدت صياغة الصفحة لتعكس الاسم والجنس الجديدين "مع القليل من الجدل" في البداية.[204] ولكن خلال يوم واحد، بدأت مناقشة طويلة حول النقل ولم يُتوصل إلى توافق، مما أدى إلى إعادة الصفحة إلى "برادلي مانينغ" حتى أكتوبر، حيث تم التوصل إلى توافق بشأن تسميتها "تشيلسي مانينغ". وفي الشهر نفسه، نظرت لجنة التحكيم في ويكيبيديا في نزاع حول الصفحة، مما أدى إلى حظر بعض المحررين من تحرير الصفحات المرتبطة بالتحول الجنسي. جاء هذا القرار نتيجة إما لتصريحات اعتُبرت معادية للمتحولين جنسيًا أو لاتهام المحررين الآخرين بإطلاق مثل هذه التصريحات. من جانبها، انتقدت منظمة "ترانس ميديا واتش" اللجنة لأنها اعتبرت اتهامات الرهاب مساوية للرهاب الفعلي.[205]
- سبتمبر 2013
  - رفعت المحامية سوزان إل بيرك، التي مثلت مدنيين عراقيين ضد شركة بلاكووتر (المعروفة الآن باسم أكاديمي)، دعوى قضائية لاكتشاف هوية محررين في ويكيبيديا يُزعم أنهم أدرجوا معلومات مضللة في المقالة الخاصة بها، وزعمت أنهم مرتبطون بشركة بلاكووتر.[206]
  - ذكرت الصحف الكرواتية أن ويكيبيديا الكرواتية قد استولت عليها "زمرة من الفاشيين" الذين أعادوا كتابة التاريخ الكرواتي وروّجوا لمشاعر معادية للصرب. وأصدر وزير التعليم والعلوم والرياضة الكرواتي، جيلكو يوفانوفيتش، بيانًا عامًا يحذر فيه الطلاب من الاعتماد على ويكيبيديا الكرواتية: "علينا أن نشير إلى أن جزءًا كبيرًا من المحتوى في النسخة الكرواتية من ويكيبيديا ليس فقط مضللًا بل أيضًا مُزيفًا بشكل واضح."[207] وفي مقابلة مع وكالة الأنباء الكرواتية، وصفت المؤرخة سنجانا كورين المقالات المثيرة للجدل بأنها "منحازة وخبيثة، وأحيانًا غير متقنة اللغة"، وأضافت: "هذه المقالات تُشبه تلك التي تجدها على صفحات المنظمات والحركات الهامشية."[208]
- أكتوبر 2013
  - أعربت المديرة التنفيذية لمؤسسة ويكيميديا، سو جاردنر، عن قلقها من أن الأموال التي يتم جمعها من التبرعات لويكيبيديا تُنفق بشكل كبير على البيروقراطية في فروع ويكيميديا المختلفة بدلاً من الاستفادة منها لصالح الموسوعة.[209] كما أعربت عن مخاوفها بشأن عملية لجنة توزيع الأموال التابعة لويكيميديا، التي يسيطر عليها الباحثون عن التمويل، مما لا يوفر حماية كافية ضد التواطؤ والممارسات الفاسدة الأخرى.[210]
  - اتُهم راند بول بنقل محتوى من ويكيبيديا في بعض خطبه، حيث اتهمه جيريمي بيترز من نيويورك تايمز بالاقتباس من مقالة عن فيلم الخيال العلمي غاتاكا أثناء حديثه عن علم تحسين النسل.[211] وبعد ذلك، تم حماية مقالة غاتاكا جزئيًا لمدة أسبوع.
  - كشف تحقيق أجراه ويكيبيديون أن شركة Wiki-PR قد شغّلت "جيشًا" من حسابات الدمى لإجراء تعديلات على ويكيبيديا لصالح عملاء مدفوعي الأجر. وزعمت الشركة على موقعها أن "طاقمنا المكون من 45 محررًا ومسؤولًا على ويكيبيديا يساعدك في بناء صفحة تلتزم بقواعد ومبادئ مجتمع ويكيبيديا."[8][9] وأرسلت مؤسسة ويكيميديا رسالة إنذار قضائي إلى الشركة.[212] وبعد تحقيق حول الحسابات، تم حظر أكثر من 250 حسابًا على ويكيبيديا.[213]
  - صرّح وزير البيئة الأسترالي، جريج هنت، في مقابلة مع خدمة الإذاعات العالمية لهيئة الإذاعة البريطانية بأنه "بحث في ويكيبيديا عن معلومات حول حرائق الغابات" وقرأ أن حرائق الغابات هي أحداث متكررة تحدث خلال الأشهر الحارة قبل الاستيطان الأوروبي. وفي الوقت ذاته، أعرب علماء الأرصاد الجوية الممولون من الحكومة الفيدرالية،[214] وعلماء آخرون[215] وسياسيون[216] عن مخاوفهم من أن الحرائق والفيضانات الأكثر تطرفًا ترتبط بالتغير المناخي المقبول علميًا. ووفقًا لصحيفة سيدني مورنينغ هيرالد، تم تعديل المقالة الخاصة بجريج هنت على ويكيبيديا لتشير إلى أنه يستخدم ويكيبيديا لأبحاث السياسات الهامة، وتم تعطيل تعديل المقالة للمستخدمين الجدد أو غير المسجلين بسبب التخريب.[217]

### 2014
- يناير 2014
  - أعلنت مؤسسة ويكيميديا أن منسقة تقييم البرامج، سارة ستيرش، "لم تعد موظفة في مؤسسة ويكيميديا"، بعد أن قُدّمت أدلة في إحدى قوائم المراسلة التابعة لويكيميديا تُظهر أنها كانت تعدّل في ويكيبيديا لصالح عملاء يدفعون لها. وأشارت مؤسسة ويكيميديا إلى أن هذا السلوك "يُنظر إليه بشكل سلبي من قِبل العديد من أفراد مجتمع التحرير ومن قِبل المؤسسة نفسها".[218][219]
  - عُدلت صفحة ويكيبيديا الخاصة بعضو مجلس الشيوخ بولاية كارولاينا الشمالية، جيم ديفيس، لتشير بشكل خاطئ إلى أنه توفي بسبب نوبة قلبية.[220]
  - أُثيرت مخاوف بشأن تخريب محتمل لمقالة ويكيبيديا حول كارثة هيلزبرة، حيث تضمنت تعليقات مسيئة نُشرت عبر أجهزة كمبيوتر تابعة لمؤسسات حكومية في المملكة المتحدة.[221]
- يوليو 2014
  - ذكرت صحيفة ديلي تلغراف أن عناوين بروتوكول إنترنت تعود للحكومة الروسية قد قامت بتعديل مقالات تتعلق برحلة الخطوط الجوية الماليزية 17 لإزالة الادعاءات التي تشير إلى أنها ساهمت في توفير نظام الصواريخ الذي استُخدم لإسقاط الطائرة. وشملت الصفحات المعدلة المقالة الموجودة على ويكيبيديا الروسية حول قائمة حوادث الطيران المدني، حيث أُضيف أن "الطائرة [رحلة 17] أُسقطت بواسطة جنود أوكرانيين".[222]
  - نشرت صحيفة وول ستريت جورنال تقريرًا عن برنامج كتابة المقالات المثير للجدل المسمى إل إس جيه بوت، والذي قام بإنشاء ملايين المقالات على ويكيبيديا السويدية وبعض الإصدارات الأخرى من ويكيبيديا بلغات مختلفة.[223]
  - كُشف عن خدعة "أميليا بيديليا الكاميرونية" التي دامت 5 سنوات، والتي كانت تدور حول أميليا بيديليا، الشخصية الرئيسية في سلسلة كتب الأطفال الشهيرة التي تحمل اسمها. وقد كشف الصحفي إي. جي. ديكسون عن الخدعة التي كتبها مع صديق له عندما كانا "تحت تأثير المخدرات". وقد انتشرت هذه الخدعة عشرات المرات عبر المدونات والصحفيين والأكاديميين، وحتى مؤلف أميليا بيديليا الحالي، مما أثار نقاشًا حول ويكيبيديا وطريقة استخدامها،[224] وكذلك المسؤولية المتعلقة بالمصادر الإلكترونية عمومًا.[225][226][227]
- أغسطس 2014 – أرسل المصور ديفيد سلايتر إشعار إزالة بسبب حقوق الطبع والنشر إلى ويكيميديا كومنز يتعلق بصورة سيلفي لقرد المكاك الأسود التُقطت باستخدام إحدى كاميراته، والتي كان القرد يشغلها وقتها. رفضت مؤسسة ويكيميديا هذه الادعاءات، مشيرة إلى أن الصورة، نظرًا لأنها التُقطت بواسطة حيوان غير بشري، فإنها تقع ضمن الملكية العامة بموجب قانون الولايات المتحدة.[228][229] لاحقًا، حكمت محكمة في سان فرانسيسكو بعدم إمكانية تطبيق حماية حقوق الطبع والنشر على القرد، كما أشار أستاذ قانون بجامعة ميشيغان إلى أن "الصورة الأصلية لسيلفي القرد تقع في الملكية العامة".[230]

### 2015
- يناير 2015 – ذكرت صحيفة ذا غارديان أن لجنة التحكيم في ويكيبيديا الإنجليزية قد حظرت خمسة محررين اعتُبروا مخالفين لقواعد الموقع من تحرير المقالات المتعلقة بالجنس، وذلك وسط جدل حول قضية غيمرغيت.[231] أثار هذا القرار ردود فعل من منصات مثل غوكر،[232] إنكويزتر،[233] ثينك بروغرس،[234][235] ذا ماري سو،[236] دي فولكس كرانت، ووايرد.[237] وأوضحت اللجنة لاحقًا دقة هذه الردود، حيث إنها لم تكن قد أصدرت قرارها النهائي بعد.[238] كما نشرت مؤسسة ويكيميديا بيانًا عبر مدونتها.[239] في 28 يناير، أصدرت لجنة التحكيم قرارها النهائي في قضية "غيمرغيت"، حيث تم حظر محرر قديم من الموقع، ومنع محررين آخرين من تحرير المقالات المتعلقة بـ"غيمرغيت" أو الجنس.[240]
- فبراير 2015 – حظرت لجنة التحكيم في ويكيبيديا الإداري "Wifione" بعد اتهامه بالتلاعب بمقالة ويكيبيديا الخاصة بـ"المعهد الهندي للتخطيط والإدارة"، وهو معهد إدارة غير معتمد.[241][242][243] استُخدمت صفحة ويكيبيديا هذه كأداة تسويقية من قبل المعهد. وقال الصحفي الهندي ماهيشوار بيري: "في رأيي، بسبب سماح ويكيبيديا باستمرار هذا الوضع لفترة طويلة، فقد أفسدت حياة ما يقارب 15,000 طالب".[241]
- يونيو 2015 – تم تجريد إداري ويكيبيديا المعروف باسم "Chase me ladies, I'm the Cavalry"، واسمه الحقيقي ريتشارد سيموندز وهو ديمقراطي ليبرالي،[244] من صلاحياته المتقدمة في ويكيبيديا الإنجليزية. جاء ذلك بعد أن وجدت لجنة التحكيم أنه قام بحظر حساب "Contribsx" بشكل غير صحيح ونسب تعديلات الحساب إلى غرانت شابس، رئيس حزب المحافظين حينها. وصرحت اللجنة بأن الحساب المعني لا يمكن ربطه بأي فرد معين.[245]
- سبتمبر 2015 – تعرضت ويكيبيديا لفضيحة ابتزاز أورانج مودي، حيث تبين أن مئات الشركات والمشاهير الأقل شهرة تعرضوا لمطالب دفع من قبل محررين متورطين لنشر أو حماية أو تحديث مقالاتهم على ويكيبيديا.[246]
- نوفمبر 2015 – ذكرت صحيفة ذا واشنطن إكزامينر وعدة مصادر أخرى أن محررين مرتبطين بفيلم وثائقي بعنوان "ساحة الاصطياد"، حول الاغتصاب في الجامعات، تم اكتشاف قيامهم بتعديلات على مقالات في ويكيبيديا "لجعل الحقائق تتماشى مع الفيلم".[247] ردًا على ذلك، بدأ جيمي ويلز نقاشًا في صفحة نقاشه حول الأشخاص الذين يحررون عندما يكون لديهم تضارب مصالح. وقال: "لقد طالبت منذ فترة طويلة بأن نتعامل بشكل أسرع وأكثر حزمًا مع المحررين الذين لديهم تضارب مصالح. الاعتراضات المعتادة (من بعض الأطراف – أعتقد أن معظم الناس يتفقون معي) تتعلق بصعوبة اكتشافهم، ولكن في هذه الحالة، تم الإبلاغ عن تضارب المصالح، وأُصدرت تحذيرات، ولم يُتخذ أي إجراء".[248]
- ديسمبر 2015 – صوت مجلس أمناء مؤسسة ويكيميديا لإقالة العضو جيمس هايلمان في 28 ديسمبر. كان هايلمان أحد ثلاثة أعضاء تم انتخابهم من قبل مجتمع محرري ويكيبيديا في مايو من العام نفسه. أثارت الظروف غير الواضحة لإقالته عددًا من النقاشات المنتقدة للمجلس، مما زاد من حدة التوترات القائمة بينه وبين المجتمع.[249][250] واقترح هايلمان أن استفساره الداخلي لجعل منحة مؤسسة نايت علنية كان عاملاً في إقالته من مجلس أمناء المؤسسة.[251]

### 2016
- يناير 2016 – في 5 يناير، أعلنت مؤسسة ويكيميديا عن إضافة أرنون جشوري، نائب رئيس الموارد البشرية في شركة تسلا موتورز، إلى مجلس إدارتها.[252] كانت هذه التعيين مثيرًا للجدل بين محرري ويكيبيديا بسبب دوره السابق كمدير أول للموارد البشرية في جوجل، حيث كان متورطًا في ترتيب "عدم الاتصال البارد" بين شركات التكنولوجيا والذي انتهى بإجراءات من وزارة العدل الأمريكية. وقّع ما يقرب من 300 محرر على تصويت بعدم الثقة، مطالبين بإزالته من المجلس.[253][254][255] في 27 يناير، أعلن رئيس المجلس باتريسيو لورينتي أن جشوري سيتنحى عن منصبه.[256]
- فبراير 2016 – في 25 فبراير، وبسبب الضغوط الناتجة عن تمرد المجتمع، استقالت المديرة التنفيذية لمؤسسة ويكيميديا ليلى ترتيكوف من المؤسسة. وأرجع العديد من المصادر استقالتها إلى المخاوف من أن قيادة المنظمة لم تكن شفافة بما فيه الكفاية بشأن اقتراح تطوير محرك بحث، وهو ما اعتبره العديدون خارج نطاق المؤسسة التعليمية غير الربحية.[257][258][259]

### 2018
- مايو 2018 – في مايو 2018، رفض أحد مستخدمي ويكيبيديا مسودة سيرة ذاتية للعالمة الفيزيائية الكندية دونا ستريكلاند. ولم يظهر إدخال لها إلا بعد فوزها بجائزة نوبل في الفيزياء في أكتوبر 2018.[260][261]
- مايو–يونيو 2018 – أفادت وسائل الإعلام عن فيليب كروس، محرر غزير قام بتحرير مقالات عن مواقع ونشطاء اليساريين المناهضين للحرب. كما استخدم كروس تويتر حيث تفاعل مع الأشخاص الذين انتقدوا تحريراته، في بعض الأحيان بطريقة عدائية، حيث وصف إحدى مجموعات النشطاء المناهضين للحرب بـ "البلطجية". اشتكى السياسي البريطاني جورج غالوي من التعديلات التي أجراها كروس على مقالته. عرضت مجموعات مختلفة، بما في ذلك وسائل الإعلام المدعومة من الحكومة الروسية، مكافأة مالية لكشف هويته الحقيقية.[262][263][264] في يوليو، تم حظر كروس من التحرير حول السياسة البريطانية بعد عام 1978 من قبل لجنة التحكيم.[265]
- سبتمبر 2018 – في 27 سبتمبر 2018، تم نشر عناوين المنازل وأرقام هواتف أعضاء مجلس الشيوخ الأمريكي ليندسي غراهام، ومايك لي، وأورين هاتش في مقالاتهم على ويكيبيديا أثناء جلسات تأكيد تعيين القاضي بريت كافانو. حذف إداريو ويكيبيديا المعلومات بعد فترة وجيزة.[266][267] وحُكم على جاكسون إيه. كوسكو،[268] مساعد في الكونغرس، بالسجن لمدة 4 سنوات بسبب نشر هذه المعلومات وسرقة البيانات الشخصية لموظفي الكونغرس.[269][270]

### 2019
- يناير 2019 – في 11 يناير 2019، خلال الأزمة الرئاسية الفنزويلية لعام 2019، بدأت شركة CANTV الفنزويلية المملوكة للدولة بحظر ويكيبيديا بشكل كامل، مما أثر على 1.5 مليون مستخدم.[271]
- أبريل 2019 – بعد حادثة السيارة الهاربة في إكه-بوكورو في اليابان، تم إنشاء مقال عن المشتبه به كوزو إيزوكا في ويكيبيديا اليابانية. ومع ذلك، لم يتناول المقال أفعاله في ذلك اليوم وأي محاولات لتقليل الموضوع تم التراجع عنها من قبل المحررين، مما أدى إلى حروب تعديل وتم حماية المقال من قبل الإداريين. تم تغطية حرب التحرير من قبل وسائل الإعلام الإخبارية الكبرى، وأبرزها صحيفة أساهي.[272][273]
- مايو 2019 – في مايو 2019، كشفت وكالة التسويق ليو بيرنت تايلور ميد، التي تعمل لصالح شركة ذا نورث فيس في البرازيل، أنها قامت سرًا بتغيير صور الوجهات الخارجية الشهيرة في ويكيبيديا إلى صور تحتوي على منتجات ذا نورث فيس في محاولة لجعل هذه المنتجات تظهر بشكل أكثر وضوحًا في نتائج محركات البحث. بعد تغطية إعلامية واسعة ونقد من مؤسسة ويكيميديا، أنهت ذا نورث فيس الحملة واعتذرت عنها، وتم التراجع عن تغيير الصور.[274]
- يونيو 2019 – في 10 يونيو 2019، حُظر إداري ويكيبيديا الإنجليزي "فرام" من قبل مؤسسة ويكيميديا لمدة عام.[275] تم إلغاء الحظر في النهاية. وكان هذا أول حظر جزئي يتم تطبيقه من قبل فريق الأمان والثقة التابع لمؤسسة ويكيميديا. وفقًا لجوزيف بيرنشتاين من أخبار بزفيد، تم هذا الحظر "دون محاكمة"، ولم تكشف مؤسسة ويكيميديا عن المشتكي أو الشكوى للمجتمع.
- يوليو 2019 – في ويكيبيديا الروسية، تم الكشف عن مجموعة من 12 مستخدمًا (دمى جورب) الذين نسقوا تعديلاتهم التي تمجد مسؤولي الحكومة الروسية الحاليين (معظمهم من الحكام) وتشوه سمعة نشطاء المعارضة الروسية، خاصة نشطاء مؤسسة مكافحة الفساد البارزين أليكسي نافالني، وليوبوف سوبول، والإعلاميين غير الحكوميين الروس والصحفيين الناقدين للحكومة الروسية (مثل: أركادي بابشينكو، وييفغينيا ألباتس)، مستخدمين كمراجع تقريبًا مقالات من وسائل إعلام تعود ليفغيني بريغوجين، وهو أوليغارشي يُقال إنه كان قريبًا جدًا من فلاديمير بوتين،[276][277] وكان يُشاع أنه كان مسؤولًا عن شبكة روبوتات على وسائل التواصل الاجتماعي تمارس دعاية إلكترونية برعاية الدولة.[278] لاحظ محررون هؤلاء المستخدمين في البداية بعد أن قدموا طلبًا للحصول على حقوق مستخدمين متقدمين في نفس الوقت تقريبًا.

## عقد 2020

### 2020
- أغسطس 2020 – نشر مستخدم على موقع ريديت أن أحد الإداريين النشطين بشكل كبير في ويكيبيديا الإسكتلندية لم يكن يجيد اللغة الاسكتلندية. تبين أن عشرات الآلاف من المقالات كانت مكتوبة باللغة الإنجليزية مع تهجئة تلميحية تعطي انطباعًا بلكنة اسكتلندية، أو أنها كانت ترجمات آلية حرفية من مقالات في ويكيبيديا الإنجليزية.[279] ناقش مستخدمو ويكيبيديا خيارات لمعالجة الوضع، مثل تجنيد متحدثين بطلاقة باللغة الاسكتلندية لإصلاح المقالات، أو التراجع عن جميع تعديلات الإداري المعني (والذي سيؤدي إلى حذف ما يقرب من نصف مقالات الموسوعة)، أو التفكير في حذف ويكيبيديا الاسكتلندية وإعادة بنائها من الصفر. أرجعت صحيفة الغارديان المشكلة إلى قضايا منهجية في ثقافة ويكيبيديا، مشيرة إلى أن بعض الإداريين يمتلكون قوة غير خاضعة للرقابة تقريبًا بسبب حجم تعديلاتهم الكبير بدلاً من جودة عملهم.[280] كما أعرب روبين سبير، كبير العلماء في شركة Luminoso، عن قلقه من أن مجاميع الذكاء الاصطناعي التي تستخدم ويكيبيديا كبيانات تدريبية قد تضررت بسبب اللغة الاسكتلندية المزيفة.[281]
- سبتمبر 2020 – نشرت صحيفة الغارديان تقريرًا عن تجربة أجراها اقتصاديون من كلية كارلو ألبرتو في إيطاليا ومركز البحوث الأقتصادية الأوروبية في ألمانيا، حيث أضافوا محتوى لمقالات عن مدن إسبانية مختارة عشوائيًا. ادعى الباحثون أن إضافة الصور إلى المقالات زادت من عدد ليالي الإقامة في تلك المدن بنسبة 9%. أدت التجربة إلى حظر الفريق البحثي من تحرير ويكيبيديا الهولندية.[282][283]

### 2021
- مارس 2021 – نشرت يوميكو ساتو مقالاً في موقع سلايت حول المعلومات المضللة في ويكيبيديا اليابانية.[284] من بين الأمثلة، أعيدت تسمية مقالة مذبحة نانجنغ إلى "حادثة نانجنغ"، لتقليل أهمية الفظائع.[284] أصبح مصطلح "حادثة نانجنغ" الاسم الشائع للمذبحة في اليابان منذ ذلك الحين.[285] كانت ويكيبيديا اليابانية متهمة سابقًا من قبل باحثين بالمراجعة التاريخية ذات التوجه اليميني.[286][287][288] وردت مؤسسة ويكيميديا قائلة إنه مع وجود أكثر من 300 إصدار لغوي لويكيبيديا، قد يكون من الصعب اكتشاف مثل هذه القضايا.[284] بينما قالت المؤسسة في البداية إن ويكيبيديا اليابانية ليست أولوية، بدأت لاحقًا العمل مع متحدث أصلي باللغة اليابانية لتقييم المشكلات.[285]
- سبتمبر 2021 – حظرت مؤسسة ويكيميديا سبعة حسابات وسحبت صلاحيات 12 حسابًا على ويكيبيديا الصينية.[289]
- نوفمبر 2021 – على مدار سنوات، ارتبطت صورة رجل يدعى ناثانيال وايت على ويكيبيديا وجوجل بقاتل متسلسل يحمل الاسم نفسه.[290] وفي نفس الشهر، رُشحت مقالة بعنوان "القتل الجماعي في ضل الأنظمة الشيوعية" للحذف، حيث جادل البعض بأنها تحمل وجهة نظر "معادية للشيوعية" وغير موضوعية. وُصفت هذه المحاولة للحذف بأنها غير أخلاقية، وأثارت جدلاً واسعًا، إذ انتقدها مؤرخون ووسائل إعلام محافظة. وفي النهاية، تقرر الإبقاء على المقالة بعد عدم التوصل إلى إجماع. كانت مناقشة حذف المقالة هي الأكبر في تاريخ ويكيبيديا بهامش كبير.[291][292]

### 2022
- يونيو 2022 – تبين أن امرأة صينية باسم المستخدم "Zhemao" قامت بكتابة أكثر من 200 مقالة وهمية على ويكيبيديا الصينية، تضمنت ملايين الكلمات عن تاريخ مختلق، وظل ذلك غير ملحوظ لأكثر من 10 سنوات. بعض هذه المقالات الوهمية تُرجمت إلى ويكيبيديا الإنجليزية والروسية.[293][294]
- يوليو 2022 – اندلع نزاع بين محرري ويكيبيديا حول تعريف الركود الاقتصادي في المقالة المتعلقة بالموضوع.[295] اتهم النقاد اليمينيون ويكيبيديا بأنها تتماشى مع تعريف إدارة جو بايدن، لكن صحيفة واشنطن بوست أوضحت أن المقالة دائمًا ما عكست مجموعة متنوعة من التعريفات. أثار النقاش جدلًا كبيرًا حول الحيادية في ويكيبيديا.[295][296][297][298]
- سبتمبر 2022 – عقب خسارة الهند أمام باكستان في مباراة كريكت في كأس آسيا 2022، قام محرر في ويكيبيديا بتغيير اسم الدولة التي يمثلها اللاعب الهندي أرشدب سينغ إلى خالصتان، وهو اسم حركة انفصالية. استدعت وزارة الإلكترونيات وتكنولوجيا المعلومات الهندية مسؤولين من مؤسسة ويكيميديا لضمان عدم تكرار مثل هذه المحاولات للتحريض.[299][300][301]
- ديسمبر 2022 – في 6 ديسمبر، أعلنت مؤسسة ويكيميديا عن حظر 16 مستخدمًا عالميًا بسبب تعارض المصالح في تحرير موضوعات تخص الشرق الأوسط وشمال إفريقيا. وُزعم أن هؤلاء المستخدمين كانوا عملاء للحكومة السعودية. تبين لاحقًا أن إداريين سابقين قد اعتُقلا في عام 2020 وسُجنا من قبل الحكومة السعودية. وهما أسامة خالد الذي حكم عليه بالسجن 32 عاماً، وزياد السفياني الذي حكم عليه بالسجن ثماني سنوات.[302][303]

### 2023
- فبراير 2023 – ورد أن حكم البيسبول المتقاعد جو ويست قام بعدة محاولات لإزالة معلومات من صفحته على ويكيبيديا، تحديدًا تلك المتعلقة بحادثة دفعه لأحد المدربين، وأصدر تهديدات قانونية للعديد من محرري ويكيبيديا الذين أسترجعوا تعديلاته.[304][305][306][307]
  - نُشر تقرير في صحيفة ذا ساين بوست يزعم أن مجموعة أداني (Adani Group) استعانت بمحررين مأجورين غير معلنين لكتابة وتنقيح الصفحات المتعلقة بها على ويكيبيديا.[308][309]
  - في العام نفسه، نشر جان غرابوسكي وشيرا كلاين مقالًا في مجلة أبحاث الهولوكوست أعلنا فيه اكتشافهما "تشويهًا منهجيًا ومتعمدًا لتاريخ الهولوكوست" في ويكيبيديا باللغة الإنجليزية.[310][311] بتحليل 25 مقالة وما يقرب من 300 صفحة خلفية (بما في ذلك صفحات النقاش ولوحات الإعلانات وقضايا التحكيم)، زعما أن مجموعة صغيرة من المحررين فرضت رواية هامشية حول العلاقات البولندية اليهودية، مستوحاة من دعاية قومية بولندية وبعيدة تمامًا عن الأبحاث التاريخية المستندة إلى الأدلة. إلى جانب المقالة المتعلقة بمعسكر الاعتقال في وارسو، خلص المؤلفان إلى أن أنشطة هذه المجموعة أثرت على عدة مقالات، مثل "تاريخ اليهود في بولندا"، و"إنقاذ اليهود من قبل البولنديين خلال الهولوكوست"، و"اليهودي مع العملة". تضمنت التحريرات القومية لهذه المقالات وغيرها محتوى يتراوح بين "أخطاء طفيفة إلى تلاعبات دقيقة وأكاذيب صريحة"، مع أمثلة قدمها المؤلفان.[310]
- مارس 2023 – لاحظ المستخدمون أن ويكيبيديا عرضت صورة غير صحيحة لعلم الفاتيكان لسنوات عديدة.[312]
- نوفمبر 2023 كشف إداري في ويكيبيديا يُدعى لورديس أنه كان حسابًا دمية جورب للمستخدم Wifione، وهو إداري سابق تم حظره نتيجة قضية تحكيم في عام 2015 تتعلق بتحرير ترويجي لمقالة معهد التخطيط والإدارة الهندي التجاري ومقالات أخرى ذات صلة. في تعديلاته ومراسلاته الخاصة، ادعى Wifione باستخدام حساب لورديس أنه المغنية الإسبانية الأحمر الروسي (اسمها الحقيقي لورديس هيرنانديز).[313]
- ديسمبر 2023 – تم تعديل مقالة ويكيبيديا الخاصة بمغني الراب الأمريكي إمينيم لتزعم بشكل غير صحيح أنه سيموت في ماديسون، ويسكونسن، في 10 ديسمبر 2023، مما تسبب في ظهور هذه المعلومات أيضًا في نتائج بحث جوجل عن إمينيم.[314]

### 2024
- يناير 2024 – أفادت صحيفة ذا تايمز بأن الحكومة الإيرانية تسعى لتعزيز وجودها في ويكيبيديا الفارسية من خلال حذف النصوص المتعلقة بانتهاكات حقوق الإنسان.[315] وذكرت منظمة "العدالة لإيران" أن النظام الإيراني لاحق مستخدمًا بعد الكشف عن هويته في حدث متعلق بويكيبيديا، كما انتقدت مديري النظام المرتبطين بوزارات في إيران.[316]
- سبتمبر 2024 – أنهت شركة الملابس الرياضية لولوليمون أثليتيكا ارتباطها مع عداءة الألترا ماراثون الأمريكية كميل هيرون بعد جدل تورطت فيه هي أو زوجها بحذف معلومات إيجابية عن رياضيين آخرين من ويكيبيديا أثناء إضافة معلومات إيجابية عنها.[317][318][319]
- أكتوبر 2024 – بعد وفاة المغني ليام باين، واجهت ويكيبيديا انتقادات لسماحها بنشر صور يُزعم أنها لغرفته الفندقية المدمرة على صفحته في الساعات التي أعقبت وفاته.[320] كما انتُقدت ويكيبيديا لتحديثها صفحة فرقة ون دايركشن بوصفه "عضوًا سابقًا"، حيث جادل المعجبون بأن التحديث كان "غير حساس وغير دقيق"، لأن باين كان عضوًا في الفرقة طوال مسيرتها.[321]

### 2025
يناير 2025 – دعا مدير وزارة كفاءة الحكومة إيلون ماسك إلى وقف تمويل ويكيبيديا، واصفًا إياها بأنها امتداد لوسائل الإعلام التقليدية التي استحوذت عليها الأيديولوجيات اليسارية بالكامل.